# Liste d'ensembles de musique baroque
Cette liste recense les principaux ensembles des XXe et XXIe siècles spécialisés en musique baroque, classés par pays et par année de création, avec leur chef.

## Allemagne
- 1954 : Cappella Coloniensis[1], fondé par August Wenzinger, direction Bruno Weil
- 1955 : Monteverdi-Chor Hamburg[2], fondé par Jürgen Jürgens, direction Gothart Stier (de)
- 1962 : Collegium Aureum
- 1973 : Musica Antiqua Köln, Reinhard Goebel (dissous en 2006)[3]
- 1976 : Musica Fiata, Roland Wilson (Cologne)
- 1976 : Capella Clementina, Helmut Müller-Brühl (Cologne, dissous en 1987)
- 1977 : Rheinische Kantorei, Das Kleine Konzert, Hermann Max
- 1979 : Camerata Köln (Cologne)[1]
- 1982 : Akademie für Alte Musik Berlin[4]
- 1983 : L'Arpa Festante, Michi Gaigg
- 1984 : Lautten Compagney
- 1984 : Concerto vocale Leipzig, Gotthold Schwarz
- 1984 : Musica Alta Ripa
- 1985 : Concerto Köln
- 1986 : Berliner Barock-Compagney
- 1987 : Cantus Cölln, Konrad Junghänel
- 1987 : Freiburger Barockorchester[3], Petra Müllejans et Gottfried von der Goltz
- 1988 : La Stagione Frankfurt[5], Michael Schneider
- 1990 : Parnassi musici
- 1992 : Hofkapelle München (Munich)
- 1992 : Batzdorfer Hofkapelle
- 1994 : Les Amis de Philippe, Ludger Rémy
- 1995 : Berliner Barock Solisten, Rainer Kussmaul
- 1997 : Musicke & Mirth, Irene Klein et Jane Achtman
- 1998 : Cordarte, Daniel Deuter (Cologne)
- 1998 : Main-Barockorchester Frankfurt, Martin Jopp (Francfort-sur-le-Main)
- 2001 : Ensemble Stylus Phantasticus, Friederike Heumann
- 2003 : Harmonie universelle, Florian Deuter
- 2004 : L'arte del mondo, Werner Ehrhardt
- 2005 : Elbipolis Barockorchester Hamburg
- 2008 : Concerto Melante
- 2008 : Musica Sequenza, Burak Özdemir
- 2015 : Bremer Barockorchester

## Argentine
- 1996 : The Rare Fruit Council, Manfredo Kraemer

## Autriche
- 1953 : Concentus Musicus Wien[6], Nikolaus Harnoncourt
- 1965 : Capella Academica[6], Eduard Melkus (Vienne)
- 1969 : Clemencic Consort[6], René Clemencic
- 1995 : Ars Antiqua Austria, Gunar Letzbor
- 1996 : L'Orfeo Barockorchester, Michi Gaigg
- 2001 : Austrian Baroque Company, Michael Oman

## Belgique
- 1954 : Ensemble Alarius (élargi pour devenir La Petite Bande)
- 1970 : Collegium Vocale Gent[7], Philippe Herreweghe
- 1972 : La Petite Bande[8], Sigiswald Kuijken (Louvain)
- 1977 : Concerto Vocale, René Jacobs
- 1980 : Ricercar Consort[8], Philippe Pierlot
- 1986 : Quatuor Kuijken, Sigiswald Kuijken
- 1987 : Anima Eterna, Jos van Immerseel
- 1987 : Chœur de chambre de Namur, Leonardo García-Alarcón
- 1988 : Il Gardellino, Jan De Winne, Marcel Ponseele
- 1989 : Il Fondamento, Paul Dombrecht
- 1989 : Collegium Vocale Gent (orchestre), Philippe Herreweghe
- 1994 : La Cetra d'Orfeo, Michel Keustermans
- 1995 : Les Agrémens, Guy Van Waas (Namur)
- 1998 : Ensemble Ausonia, Frédérick Haas et Mira Glodeanu (Namur)
- 2004 : Les Muffatti, Brussels Baroque Orchestra (Bruxelles)
- 2004 : Vox Luminis, Lionel Meunier
- 2005 : B'Rock, Belgian Baroque Orchestra Ghent
- 2007 : Bach Concentus, Ewald Demeyere
- 2007 : Les Buffardins, Frank Theuns
- 2014 : Millenium Orchestra, Leonardo García-Alarcón
- 2016 : A Nocte Temporis, Reinoud Van Mechelen
- ca. 2018 : Musica Gloria, Beniamino Paganini & Nele Vertommen

## Canada
- 1954 : Toronto Chamber Orchestra, Ernest MacMillan
- 1975 : Thirteen Strings Chamber Orchestra, Kevin Mallon
- 1979 : Tafelmusik Baroque Orchestra, Jeanne Lamon
- 1981 : Arion Orchestre Baroque, Claire Guimond
- 1989 : Orchestre baroque de Montréal, Joël Thiffault
- 1991 : Les Boréades de Montréal, Francis Colpron
- 1996 : Aradia Ensemble, Kevin Mallon
- 1998 : Ensemble Masques, Olivier Fortin, 1er violon Sophie Gent
- 2010 : L'Harmonie des saisons, Eric Milnes et Mélisande Corriveau

## Danemark
- 1991 : Concerto Copenhagen, Lars Ulrik Mortensen

## Espagne
- 1974 : Hespèrion XXI (nom initial : Hesperion XX)[9], Jordi Savall
- 1987 : La Capella Reial de Catalunya, Jordi Savall
- 1988 : Al Ayre Español, Eduardo López Banzo
- 1989 : Le Concert des Nations, Jordi Savall
- 1990 : La Colombina (es)
- 2006 : Gli Incogniti, Amandine Beyer
- 2006 : Acadèmia 1750
- 2010 : Orquestra Barroca de Barcelona (ca)

## États-Unis
- 1981 : Philharmonia Baroque Orchestra[9], Nicholas McGegan
- 1990 : Rebel Baroque Orchestra, Jörg-Michael Schwarz & Karen Marie Marmer (New York)
- 1990 : Chatham Baroque
- 1998 : New York Collegium, Andrew Parrott (New York)

## Europe
- 1985 : Orchestre baroque de l'Union européenne
- 2005 : Cappella Mediterranea, Leonardo García-Alarcón
- 2010 : Les Ambassadeurs, Alexis Kossenko

## France
- 1965 : Ars Antiqua de Paris[10]
- 1966 : La Grande Écurie et la Chambre du Roy[11], Jean-Claude Malgoire
- 1974 : Ensemble Jacques Moderne, Joël Suhubiette
- 1977 : La Chapelle royale[12], Philippe Herreweghe
- 1979 : Les Arts Florissants[10], William Christie (Caen)
- 1981 : Ensemble 415, Chiara Banchini (ensemble franco-suisse) (dissous en 2011)
- 1982 : Les Musiciens du Louvre[11], Marc Minkowski (Grenoble)
- 1982 : Ensemble baroque de Nice, Gilbert Bezzina
- 1985 : Il Seminario Musicale[13], Gérard Lesne (Abbaye de Royaumont)
- 1985 : Ensemble baroque de Limoges[14], Jean-Michel Hasler (Christophe Coin depuis 1991) (dissous en 2013)
- 1985 : Le Concert Français, Pierre Hantaï
- 1986 : Capriccio Stravagante, Skip Sempé
- 1986 : Ensemble Sagittarius, Michel Laplénie
- 1986 : Les Passions, Jean-Marc Andrieu
- 1987 : Ensemble Stradivaria, Daniel Cuiller
- 1987 : Le Concert Spirituel[12], Hervé Niquet (Montpellier)
- 1987 : La Simphonie du Marais[15], Hugo Reyne
- 1989 : Ensemble Mensa Sonora, Jean Maillet
- 1990 : La Fenice, Jean Tubéry
- 1990 : Le Parlement de musique[16], Martin Gester
- 1991 : Les Talens Lyriques, Christophe Rousset
- 1991 : Ensemble Matheus[17], Jean-Christophe Spinosi (Brest)
- 1992 : Almazis-Iakovos Pappas, Iákovos Pappás (Paris)
- 1992 : Le Concert de l'Hostel Dieu, Franck-Emmanuel Comte (Lyon)
- 1994 : Amarillis, Héloïse Gaillard et Violaine Cochard
- 1994 : Le Concert brisé, William Dongois
- 1995 : XVIII-21 Le Baroque Nomade, Jean-Christophe Frisch
- 1996 : Ensemble Faenza, Marco Horvat (Champagne-Ardennes)
- 1997 : Fons Musicae
- 1998 : Le Poème harmonique[16], Vincent Dumestre
- 1998 : Les Folies françoises, Patrick Cohën-Akenine (Orléans)
- 1998 : Ensemble baroque de Toulouse, Michel Brun (Toulouse)
- 1998 : Café Zimmermann, fondé par Pablo Valetti et Céline Frisch, direction Pablo Valetti (Rouen)
- 2000 : Vox Cantoris, direction Jean-Christophe Candau (La Réole)
- 2000 : Les Chantres de Saint-Hilaire, François-Xavier Lacroux (Bordeaux)
- 2000 : L'Arpeggiata, Christina Pluhar (Autriche)
- 2000 : Le Concert d'Astrée[12], Emmanuelle Haïm (Lille)
- 2000 : Le Parnasse Français, Luis Castelain
- 2000 : Ensemble Arianna, Marie-Paule Nounou
- 2001 : Les Paladins, direction Jérôme Correas
- 2001 : Fuoco e Cenere, Jay Bernfeld (États-Unis) (Paris)
- 2001 : Le Concert lorrain, Anne-Catherine Bucher (Metz)
- 2001 : La Chapelle Rhénane, Benoît Haller
- 2003 : Ensemble Alia Mens, Olivier Spilmont
- 2004 : Les plaisirs du Parnasse, David Plantier
- 2004 : La Rêveuse, Florence Bolton et Benjamin Perrot (Orléans)
- 2004 : La Salamandre, Benoît Tainturier
- 2005 : Ensemble Barcarole, Agnès Mellon (dissous en 2012)
- 2005 : Ensemble Opalescences, Saskia Salembier (Annecy – Paris)
- 2005 : Les Musiciens de Saint-Julien, François Lazarevitch (Arques-la-Bataille)
- 2005 : Pulcinella, Ophélie Gaillard
- 2005 : Ensemble Pygmalion, Raphaël Pichon
- 2005 : Les Inventions, Patrick Ayrton
- 2006 : Les Nouveaux Caractères, Sébastien d'Hérin et Caroline Mutel
- 2006 : Les Ombres, Sylvain Sartre et Margaux Blanchard
- 2006 : Compagnie lyrique les Monts du Reuil
- 2006 : Le Concert Étranger (Itay Jedlin)
- 2007 : Ensemble Energeia, fondé par Jean-Dominique Abrell, direction Jean-Dominique Abrell
- 2007 : Ensemble Les Timbres, Myriam Rignol, Yoko Kawakubo, Julien Wolfs.
- 2008 : Les Traversées Baroques, Judith Pacquier & Étienne Meyer
- 2008 : Il delirio fantastico, Vincent Bernhardt
- 2008 : Ensemble Correspondances, Sébastien Daucé
- 2009 : L'Achéron, François Joubert-Caillet
- 2009 : Le Banquet céleste, Damien Guillon
- 2009 : I Sospiranti
- 2010 : Il nuovo concerto, Pascal Dubreuil
- 2010 : Chœur et orchestre Le Palais royal, Jean-Philippe Sarcos
- 2010 : Ensemble Desmarest, Ronan Khalil
- 2010 : Ensemble Stravaganza, Domitille Gilon & Thomas Soltani
- 2011 : Ensemble Marguerite Louise, Gaétan Jarry
- 2011 : Académie Bach Aix, Ulrich Studer
- 2014 : L'Académie du Concert de Lyon, Frédéric Mourguiart
- 2014 : Ensemble Antea Classica, Sylvain Chèbre (Vienne (Isère))
- 2014 : Comet Musicke
- 2015 : The Curious Bards
- 2017 : Ensemble Près de votre oreille, Robin Pharo
- 2019 : Actéa19 - Ensemble baroque de Toulon, Marie-Louise Duthoit

## Hongrie
- 1981 : Capella Savaria[18]
- 1983 : Concerto Armonico, Miklós Spányi et Péter Szűts

## Israël
- 1995 : Accademia Daniel, Shalev Ad-El

## Italie
- 1981 : Ensemble 415, Chiara Banchini (dissous en 2011)
- 1983 : Accademia Bizantina[19], Ottavio Dantone (Ravenne)
- 1984 : Concerto Italiano[19], Rinaldo Alessandrini
- 1984 : Modo Antiquo, Federico Maria Sardelli
- 1985 : Il Giardino Armonico[19], Giovanni Antonini (Milan)
- 1986 : Ensemble Aurora, Enrico Gatti
- 1987 : Cappella della Pietà de' Turchini, devenue Cappella Neapolitana
- 1990 : Europa Galante, Fabio Biondi (Rome)
- 1992 : Il Complesso Barocco, Alan Curtis
- 1995 : La Risonanza, Fabio Bonizzoni
- 1997 : Orchestre baroque de Venise (Orchestra barocca di Venezia), Andrea Marcon
- 2003 : Coro e Orchestra Ghislieri (it), Giulio Prandi
- 2012 : Il pomo d'oro (de), direction Riccardo Minasi

## Japon
- 1990 : Bach Collegium Japan[20], Masaaki Suzuki (Tokyo)

## Pays-Bas
- 1921 : Société Bach des Pays-Bas (Nederlandse Bachvereniging)
- 1952 : Leonhardt Consort, Gustav Leonhardt
- 1979 : Amsterdam Baroque Orchestra, Ton Koopman
- 1981 : Orchestre du XVIIIe siècle, Frans Brüggen
- 1981 : Academy of the Begynhof, Roderick Shaw
- 1982 : Combattimento Consort Amsterdam, Jan Willem de Vriend
- 1992 : Musica ad Rhenum, Jed Wentz
- 1992 : Musica Amphion, Pieter-Jan Belder
- 2002 : New Dutch Academy, Simon Murphy

## Pologne
- 1970 : Capella Cracoviensis[21]
- 1993 : Arte dei Suonatori, Ewa et Aureliusz Golinski (Poznań)
- 2008 : Goldberg Baroque Ensemble, Andrzej Szadejko

## Portugal
- 2004 : Orchestra Divino Sospiro, Enrico Onofri

## République tchèque
- 1951 : Ars Rediviva, Milan Munclinger (Prague)[22]
- 1991 : Collegium 1704, Václav Luks
- 1992 : Musica Florea, Marek Štryncl
- 1997 : Collegium Marianum, Jana Semerádová
- 1998 : Ensemble Tourbillon, Petr Wagner

## Royaume-Uni
- 1964 : Monteverdi Choir[23], John Eliot Gardiner
- 1973 : The English Concert[24], fondé par Trevor Pinnock (Londres)
- 1973 : Academy of Ancient Music[15], fondé par Christopher Hogwood, direction Richard Egarr (Cambridge)
- 1973 : The Taverner Consort and Players[25], Andrew Parrott
- 1978 : The English Baroque Soloists, John Eliot Gardiner (Londres)
- 1978 : London Baroque, Charles Medlam
- 1978 : The Raglan Baroque Players, fondé par Nicholas Kraemer, direction Elizabeth Wallfisch
- 1978 : London Classical Players, Roger Norrington (dissous en 1997)
- 1979 : The Parley of Instruments, Roy Goodman and Peter Holman
- 1979 : The Sixteen Choir and Orchestra[25], Harry Christophers
- 1980 : The Hanover Band[24]
- 1980 : The King's Consort[26]
- 1982 : Gabrieli Consort and Players[24], Paul McCreesh (Londres)
- 1982 : Ensemble Sonnerie, Monica Huggett
- 1986 : Orchestre du Siècle des Lumières, aussi connu sous le nom d'Orchestra of the Age of Enlightenment (Londres)[27]
- 1990 : Collegium Musicum 90, Simon Standage et Richard Hickox (Londres)
- 1991 : Florilegium, Ashley Solomon
- 1994 : The Harp Consort, Andrew Lawrence-King
- 1995 : La Serenissima, Adrian Chandler
- 1997 : Red Priest, Piers Adams

## Russie
- 2004 : MusicAeterna (Perm)
- 2007 : Bach-consort (Moscow)

## Slovaquie
- 1973 : Musica Aeterna Bratislava[28]

## Suède
- 1971 : Drottningholms Barockensemble[28]

## Suisse
- 1933 : Schola Cantorum Basiliensis[29], fondé par August Wenzinger, direction Jaap Schröder
- 1961 : Ensemble vocal de Lausanne, Michel Corboz
- 1970 : Linde Consort, Hans-Martin Linde
- 1981 : Ensemble Elyma, Gabriel Garrido
- 1981 : Ensemble 415[30], Chiara Banchini (ensemble franco-suisse)
- 1999 : Capriccio Barockorchester Basel, Dominik Kiefer
- 1999 : La Cetra Barockorchester Basel, David Plantier puis Andrea Marcon
- 2004 : Gli Angeli Genève (en), Stephan MacLeod (en)
- 2008 : Les passions de l'Ame, Meret Lüthi
- 2010 : Ensemble Chiome d'Oro, Pierre-Louis Rétat et Capucine Keller (ensemble franco-suisse)
- 2011 : Cappella Gabetta, direction Andres Gabetta
- 2017 : Ensemble le Damier (ensemble franco-suisse)